# Бизнес план
Бизнес планът е документ, обобщаващ намеренията на дадено предприятие за определено начинание. Бизнес плановете се използват за управление и планиране в рамките на предприятието, както и за да убедят външни организации, например банки или венчър капиталисти, да инвестират средства в начинанието.

## Примерно съдържание на бизнес план
Примерно съдържание за бизнес план, което трябва да се адаптира според конкретните нужди за тур комплекс.
1. Въведение
  - Име на проекта, обект на разработката.
  - Име и адрес на фирмата, координати за връзка.
  - Лица за контакти.
2. Резюме
  - Кратко описание на ключовите моменти от бизнес плана.
  - Сфера на дейност.
  - Водещи фигури – опит.
  - Описание на пазара и вписване на услугата в него.
  - Цел на стартиращия бизнес.
  - Необходими ресурси: персонал, земеделски и сграден фонд, финансиране.
3. Представяне на проекта и предлаганата услуга
  - Описание на идеята за развитие на този проект.
  - Описание на услугата, какви нужди покриват.
  - Готовност за реализация.
  - Конкурентни предимства: ниска цена, високо качество на услугата, по-продължителна експлоатация, по-добра оперативност, улеснена и бърза поддръжка, бързи и адекватни услуги, големи размери, други.
  - Защита на продуктовата услуга: патенти, марки, други.
  - Описание на процеса по предоставяне на услугата.
  - Самостоятелно ли ще бъде организирана услугата или ще има и подизпълнители.
  - Необходимо ли е закупуване на технологично оборудване и какво ще бъде то (капацитет, ниво, цена).
4. Анализ на средата
  - Описание на бранша. Тенденции за развитие.
  - Нормативна уредба. Данъчно облагане.
  - Конкуренти и предлагани от тях услуги.
  - Канали за разпространение.
  - Доставчици на услугите.
  - Потребители.
  - Конкуренти и конкурентни цени.
  - Район на разпространение.
  - Пазарен потенциал и обем.
  - Растеж на пазара.
5. Маркетингов план
  - Сегментиране на пазара.
  - Избор на целеви сегменти и стратегия за обхващане на пазара.
  - План за услугите – месеченен/тримесечен обем на услугите.
  - Реклама.
6. Текущо състояние
  - Сфера на дейност.
  - Опит на партньорите.
  - Необходими ресурси.
  - Текущо състояние - Отчет за приходите разходите за последната 1 година?
7. Организация и управление
  - Правна форма
  - Прогноза за наетия персонал и разходи за заплати.
8. Прогнозни финансови разчети
  - Инвестиционни разходи. Какъв инвестиционен и начален работен капитал е необходим и кога ще бъде изплатен.
  - Източници на финансиране.
    - Заемен капитал, акционерен капитал, собствен принос, субсидии, др.;
    - Погасителен план (попълва се при наличие на заемни средства);
    - Налично обезпечение за гарантиране пред кредитни институции.

  - Формиране на пълната себестойност на услугите и стоките, които ще се предлагат.
  - Прогнозни приходи и разходи.
  - Прогнозни парични потоци.
9. Финансови показатели и оценка на проекта
  - Възвръщаемост на инвестициите, покритие на заетите средства.
10. Времеви график. Фази на осъществяване на бизнес проекта.
11. Заключение